# Vaucochard et Fils Ier
Personnages
- Douyoudou (mezzo-soprano)
- Aglaé (soprano)
- Médéric (baryton)
- Vaucochard (ténor)

Vaucochard et fils Ier est une opérette inachevée en un acte d'Emmanuel Chabrier sur un livret incomplet de Paul Verlaine en collaboration avec Lucien Viotti. C'est une satire de Napoléon III.

## Historique
De 1860 à 1863, tous les samedis, Chabrier dine régulièrement chez les Verlaines, rue Lecluze avec d'autres amis dont Albert Mérat, Adolphe Racot, François Coppée, Louis-Xavier de Ricard ou Édouard Lepelletier. L'amité entre Chabrier et Verlaine les amène à collaborer sur des opérettes : Vaucochard et fils Ier et Fisch-Ton-Kan (en).
Roger Delage date la composition de l'opérette vers 1864 mais Verlaine parle de l'opérette dans sa correspondance en mars 1869 quand il écrit à ce Cher Winter « je travaille. Vaincus, Vaucochard, Clavecin, Forgeron, Nouveaux Poèmes Saturniens, tout ça grouille dans ma tête et parfois sur le papier ». Edmond Lepelletier écrit dans une lettre fin 1869 au directeur du Nain Jaune « Le célèbre Paul Verlaine […] est, en outre, l'auteur, en société avec M. Lucien Viotti, d'un opéra bouffe, que nous croyons appelé à un succès épatant, et dont le titre est, jusqu'à présent : Vaucochard et Fils Ier […] Je ne suis pas venu mercredi, et je n'en sors plus, d'ailleurs, depuis 99 jours, parce que Vaucochard, ça doit être fini, présenté et joué d'ici à un mois ou deux ».
Seuls subsistent quatre numéros et la pièce ne fut, semble-t-il, jamais représentée du vivant de Chabrier :
1. Chanson de l'Homme armé (avec chœur)[6] ;
2. Duo Aglaé, Médéric (inachevé)[7] ;
3. Sérénade d'Aglaé (inachevée)[7] ;
4. Trio Aglaé, Vaucochard, Médéric[8].

## Analyse
Dans cette œuvre, l'une des premières de Chabrier, Poulenc discerne des éléments du véritable style du compositeur dans la Chanson de l'homme armé, tandis que Delage note l'utilisation de deux des rythmes préférés du compositeur, la valse dans le duo pour Aglaé et Médéric et la bourrée dans le trio final.

## Représentations
Les numéros subsistant de Vaucochard et fils Ier ont été créés le 22 avril 1941 à la Salle du Conservatoire de Paris par Germaine Cernay, Lucienne Trajin, Paul Derenne et Roger Bourdin sous la direction de Roger Désormière. 
Un enregistrement de la pièce a été réalisé à Strasbourg en 1992 sous la direction de Roger Delage.

## Distribution de la création
| Rôle                      | Salle du Conservatoire de Paris le 22 avril 1941 sous la direction de Roger Désormière |
| ------------------------- | -------------------------------------------------------------------------------------- |
| Douyoudou (mezzo-soprano) | Germaine Cernay                                                                        |
| Aglaé (soprano)           | Lucienne Trajin                                                                        |
| Médéric (baryton)         | Roger Bourdin                                                                          |
| Vaucochard (ténor)        | Paul Dérenne                                                                           |